# Zsidakabra
A Zsidakabra (eredeti címén Jewpacabra) a South Park című amerikai animációs sorozat 227. része (a 16. évad 4. epizódja). Elsőként 2012. április 4-én sugározták az Egyesült Államokban. Magyarországon 2012. október 16-án mutatta be a magyar Comedy Central.
Az epizód során a hagyományos húsvéti tojásgyűjtögetés kerül veszélybe, amikor Cartman egy veszélyes mitikus lényt vél látni. Mindenkit próbál figyelmeztetni a létezésére, hiába, ezért videófelvétellel akarja bizonyítani állítását. A cselekményben szereplő "zsidakabra" a chupacabra nevű lény paródiája.

## Cselekmény
|  | Alább a cselekmény részletei következnek! |

Kyle gyanút fog, amikor egyik nap azt látja, hogy Cartman épp náluk van és a pészahhal kapcsolatban tesz fel kérdéseket érdeklődően az anyjának. Később elmondja Kyle-nak és a többieknek, hogy egy vérszívó kreatúra, a zsidakabra garázdálkodik a környéken, és kimondottan gyerekekre vadászik. Hogy állítását igazolja, több példát is felsorol. Kyle közli vele, hogy egy szavát sem hiszi el, és hogy az egészet csak kitalálta. Cartman azonban nem adja fel egykönnyen, és elhatározza, hogy Butters segítségével videóra veszi a lényt. Meg is mutatják a felvételt a húsvéti tojásgyűjtést szervező Sooper Foods-nak, azért, hogy fújják le a rendezvényt. Az igazgató ennek hatására kockázatosnak ítéli meg a dolgot, és elhatározza, hogy teljesíti, amit Cartman kér. Ő először azt kéri, hogy vigyék őt el Nassaura, a  Bahamákra, de csak azért, hogy lecsúszhasson egy vízicsúszdán, ami cápamedencén megy keresztül. Majd ezután elviteti magát a Jetikutató Szervezethez, akik megnézik a felvételt, és megállapítják, hogy a felvételen szereplő lény valódi. Cartman ekkor váratlanul elkezd kételkedni a saját felvételének valódiságában, majd halálra rémül, amikor azt mondják neki, hogy mivel ő készítette róla a felvételt, ezért a zsidakabra rá fog vadászni.
Cartman most már retteg a létezésétől és a templomban kezd el bújkálni. 20 dollárért magával hívja Tokent, Craiget és Butterst, hogy védjék őt meg. Cartmant elrabolják a Sooper Foods emberei, akik húsvétinyúl-jelmezbe öltöztetik őt, a lábát pedig egy betontömbhöz láncolják, csak azért, hogy feláldozzák őt a zsidakabrának, és hogy ezután a tojásvadászat megtartható legyen. Cartman Kyle-tól kér segítséget, aki azt mondja, hogy csak akkor hajlandó segíteni, ha nyíltan beismeri, hogy az egészet csak kitalálta. Mivel azonban Cartman egy mondatban állítja azt, hogy hazudott, és hogy fél a lénytől, Kyle nem hisz neki és otthagyja. Ezután megjelennek a jetikutatók, akik nyúlembernek hiszik Cartmant, ezért altatólövedéket lőnek bele. Először filmet akarnak róla csinálni az Animal Planetre, de ostoba módon nem Cartmant viszik magukkal bizonyítékként, hanem a puskát, amivel lelőtték őt.
Cartman ezután álomba szenderül, és álmot lát arról, hogy az ókori Egyiptomban sáskák rajzanak és békák hullanak az égből. Megkérdezi a "héber barátját", Kyle-t, hogy miért történik mindez - ő azt mondja, hogy mivel a fáraó nem adja meg a zsidóknak, amit kérnek, ezért Isten dühös. Megkérdezi apját, a fáraót (akit egy aggódó, igazságos uralkodóként ábrázolnak), hogy meddig tart mindez, aki szerint a zsidók itt marasztalása egy bonyolult politikai kérdés, és egyébként sem olyan más ez, mint amikor az amerikai Észak nem engedett Délnek. Továbbá közli, hogy bármi történjék, nekik nem Isten héber, hanem egy igazságosabb változatában kell hinniük. A beszélgetésük átmegy egy musical-betétdalba, de ekkor a zsidók bárányokat kezdenek ölni. Miután ennek hatására az elsőszülöttek brutális módon elkezdenek meghalni, Cartman fohászkodni kezd Istenhez, hogy ha megkíméli az életét, ő is zsidó lesz.
Ezalatt Kyle meggondolja magát, eloldozza Cartmant és hazaviszi. Mikor másnap felébred és semmilyen emléke nincs arról, hogy ez hogy történt, ezt pészahi csodának veszi, és kijelenti, hogy zsidó lesz mostantól, és mindenkinek azt javasolja, hogy tegyenek így és tagadják meg Jézus Krisztust. A gyerekek azonban "ünneprontó Jehovásnak" nevezik és szétszélednek. Cartman bocsánatot kér Kyle-tól, és közli, hogy már átérzi a problémáját. Az epizód végén boldog pészahot kívánnak egymásnak, majd a kamera a Napra irányul, amelyen egy óriási Dávid-csillag látható.

## Fordítás
Ez a szócikk részben vagy egészben  a   Jewpacabra című angol Wikipédia-szócikk ezen változatának fordításán alapul.  Az eredeti cikk szerkesztőit annak laptörténete sorolja fel. Ez a jelzés csupán a megfogalmazás eredetét és a szerzői jogokat jelzi, nem szolgál a cikkben szereplő információk forrásmegjelöléseként.